# Taxus globosa
Taxus globosa är en barrväxtart som beskrevs av Diederich Franz Leonhard von Schlechtendal. Taxus globosa ingår i släktet idegranar och familjen idegransväxter. Inga underarter finns listade i Catalogue of Life.
Arten förekommer i bergstrakter från norra Mexiko till Honduras och El Salvador. Den hittas i regioner som ligger 1000 till 3300 meter över havet. Populationerna av Taxus globosa är små och glest fördelad över regionen. Detta träd ingår i molnskogar tillsammans med andra barrträd och ekar. Det hittas ofta i skuggiga raviner.
Några delar av trädet anses ha läkande egenskaper och odling startades för att nyttja Taxus globosa. Intensivt skogsbruk är det största hotet mot beståndet. I Mexiko minskade antalet exemplar sedan 1970-talet med cirka 80 procent och reduceringen av hela beståndet anses ligga vid 50 procent. IUCN listar arten som starkt hotad (EN).